# Shadow Copy
Shadow Copy (aussi connu sous le nom Volume Snapshot Service, Volume Shadow Copy Service, ou VSS) est une technologie incluse dans Microsoft Windows qui permet d'effectuer des sauvegardes automatiques ou manuelles de fichiers ou de disques, même s'ils sont en cours d'utilisation.

## Historique
Shadow Copy a été lancé à l’origine avec Windows XP (limité aux snapshots temporaires) et surtout Windows Server 2003 (snapshots persistants), et a été adopté par les outils de sauvegarde des environnements Windows. Shadow Copy est disponible aussi sur Windows 7 ("Cliché instantané des volumes" en français)

## Description
Shadow Copy est implémenté sous forme d'un service appelé « Volume Shadow Copy ». Un service VSS provider est également fourni pour être utilisé par les applications Windows. Shadow Copy nécessite un système de fichier de type NTFS. Les copies peuvent être stockées sur un disque local ou sur un disque distant à travers le réseau.

## Principe de fonctionnement
Shadow Copy travaille au niveau des blocs de données d'un disque. Le Snapshot permet d'obtenir un état cohérent des données.
Shadow Copy fonctionne schématiquement de la façon suivante, en trois étapes:
1. - Fige les entrées/sorties : pendant un instant, les fichiers ou le disque sont positionnés en lecture seule pour empêcher de nouvelles écritures
2. - Prise d'image : copie des blocs nécessaire à la reconstitution ultérieure
3. - Déverrouille le disque ou les fichiers pour permettre de nouvelles mises à jour

Les composants sont les suivants:
- Le « VSS Requester » est le composant de l'outil qui initie la sauvegarde
- le « VSS Writer » est le composant délivré par les applications (par exemple SQL Server, Exchange, ou le système de fichiers Windows). C'est lui qui assure la cohérence des données
- le « VSS Provider » est fourni par la couche de stockage (logiciel de stockage ou baie disque)

## En environnement virtualisé
Dans un environnement physique les choses sont relativement simples, mais elles se complexifient dans un environnement virtualisé. Là où il n'y avait qu'un niveau de dialogue, il y en a besoin de deux: entre l'outil de sauvegarde et l'hyperviseur hôte, et entre les machines virtuelles et l'hyperviseur et/ou l'outil de sauvegarde.
L'hyperviseur Microsoft Hyper-V fournit son propre VSS Writer. Pour VMware il y a utilisation de l'interface API pour la protection de données (VADP).

## Utilisation
VSS peut être utilisé pour sauvegarder des bases de données Microsoft SQL Server, Microsoft Exchange Server, ou Microsoft SharePoint.